# Relaciones entre Polonia y Yugoslavia
Las relaciones Polonia-Yugoslavia (en polaco: Stosunki Polaska - Jugosławia; en serbio: Односи Пољске и Југославије; en croata: Odnosi Poljske i Jugoslavije; en esloveno: Odnosi med Poljsko in Jugoslavijo; en macedonio: Односите меѓу Полска и Југославија) fueron las relaciones exteriores históricas entre Polonia (tanto la Segunda República Polaca de 1918-1939 y la República Popular Polaca de 1947-1989) y la ya desaparecida Yugoslavia (Reino de Yugoslavia entre 1918 y 1941 y República Federal Socialista de Yugoslavia entre 1945 y 1992). 

## Historia

### Período de entre-guerras y Segunda Guerra Mundial

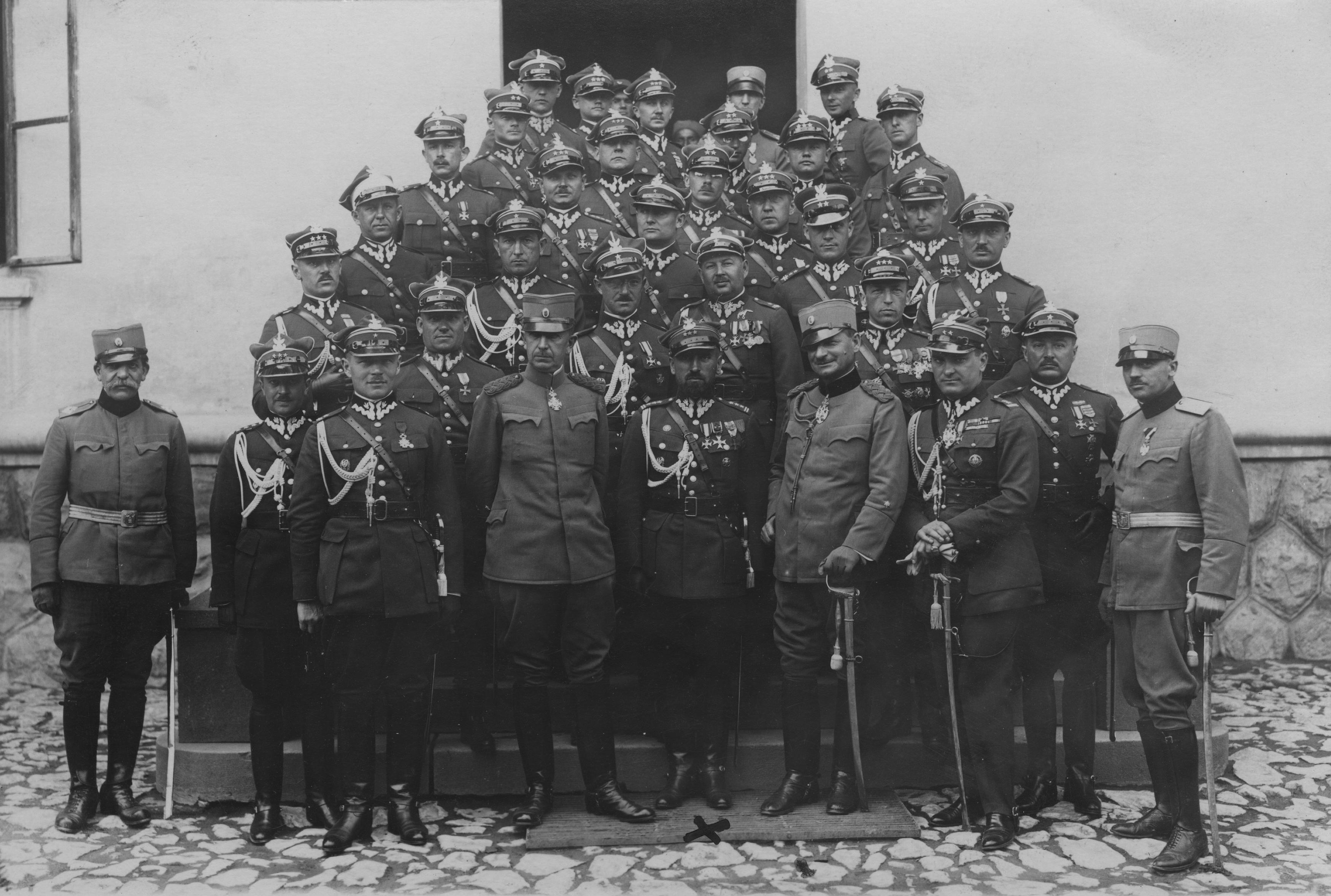
Oficiales militares polacos y yugoslavos en 1928

Los dos países establecieron sus relaciones en el período de entre-guerras cuando Polonia recuperó su independencia por primera vez desde las particiones, mientras que Yugoslavia aparecía tras la unificación del Reino de Serbia con el Estado de los Eslovenos, Croatas y Serbios (antiguas partes eslavas del sur de Austria-Hungría). En los días anteriores a esta unificación el Reino de Serbia había absorbido Banat, Bačka y Baranja y el Reino de Montenegro. 
Durante la invasión germano-soviética de Polonia que inició la Segunda Guerra Mundial en 1939, Yugoslavia se declaró neutral. A pesar de esto, algunas de las rutas de escape para polacos que huían de la Polonia ocupada hacia Hungría y Rumanía llevaban hacia Yugoslavia. Los locales y la Cruz Roja yugoslava asistieron a los refugiados polacos. Los polacos continuaron escapadon a través de Italia y Grecia a Francia, donde el Ejército Polaco fue reconstituido para continuar con la lucha contra Alemania. Posteriormente, Yugoslavia, por miedo a Alemania, dejó de permitir a polacos escapar por su territorio, lo que provocó que la ruta de huida se desviase hacia Bulgaria. En 1941, Yugoslavia también fue invadida por Alemania. Ciudadanos de Yugoslavia se encontraban entre los prisioneros de los campos de prisioneros de guerra, campos de concentración y campos de trabajos forzados alemanes en la Polonia ocupada por Alemania. Durante la guerra, ambos países sufrieron numerosas bajas y desarrollaron el movimiento de resistencia polaco y el de los partisanos yugoslavos.
Tras la guerra, más de 15.000 polacos fueron repatriados de Yugoslavia a Polonia.

### Período de posguerra

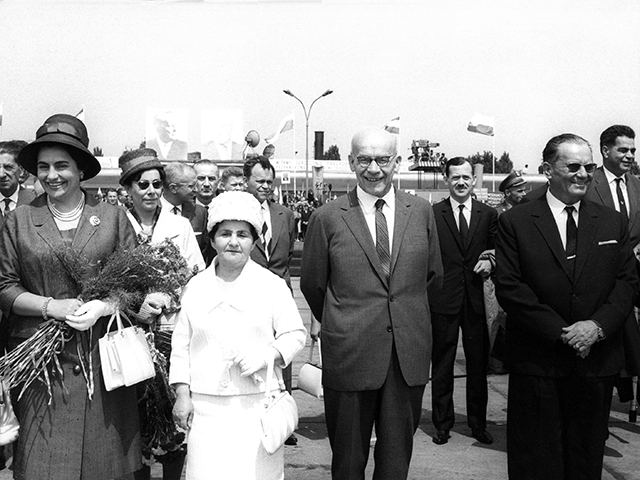
El presidente Tito en Varsovia (1964).

Desde el final de la guerra hasta 1948, los dos países se encontraban en la esfera de influencia soviética. En 1946 ambos países firmaron el Acuerdo de Amistad y Asistencia Mutua. Mientras que el Partido Obrero Polaco necesitó un par de años y el apoyo soviético para hacerse con el poder en el país, el Partido Comunista de Yugoslavia fue capaz de establecer el control sobre el país ya en 1945 sin ningún apoyo soviético significativo. Esto llevó a las nuevas autoridades yugoslavas a esperar el estatus de un aliado en lugar de un estado satélite dentro del Bloque del Este. La situación se agravó en 1948 con la ruptura entre Tito y Stalin, tras la cual las relaciones yugoslavas con todos los países del bloque oriental, incluida Polonia, se suspendieron o se tensaron significativamente. La situación mejoró tras la declaración de Belgrado de 1955, pero en ese momento Yugoslavia estaba desarrollando su política exterior no alineada de la Guerra Fría. Las relaciones de Polonia se normalizaron con un número significativo de turistas polacos que pasaban sus vacaciones de verano en la costa adriática, principalmente en la República Socialista de Croacia. Se reinició la cooperación cultural formal sobre la base del acuerdo firmado en Belgrado el 6 de julio de 1956. Las relaciones volvieron a romperse durante algún tiempo durante la invasión de Checoslovaquia por el Pacto de Varsovia en 1968, cuando ambos países se encontraban en bandos opuestos en el conflicto.